# Matière exotique
La matière exotique est toute matière (c'est-à-dire toute chose possédant une masse) qui ne serait pas constituée des mêmes particules que la matière ordinaire (baryons et leptons). Son existence permettrait d'expliquer la matière noire. À ce jour, ce concept est seulement théorique car aucune particule de matière exotique n'a encore été détectée expérimentalement.

## La nature de la matière noire
Il y a dans notre galaxie, et plus généralement dans l'Univers observable, beaucoup plus de masse (donc de matière) que ce qu'on calcule à partir des objets (étoiles et galaxies) observés à toutes les longueurs d'onde, même compte tenu de complications variées comme la présence de poussières interstellaires masquant certaines parties du ciel. Le premier à avoir mis en évidence la présence de cette matière en excès, dite matière noire (matière qu'on ne voit pas), a été Fritz Zwicky dès 1933.

### Les MACHOs
On a d'abord essayé d'expliquer la matière noire par la présence d'objets faits de matière ordinaire, c'est-à-dire essentiellement baryonique, qui ne seraient pas assez chauds pour émettre assez de lumière pour avoir été observés (un genre de planètes qui dériveraient à travers l'espace sans orbiter autour d'une étoile). Mais la recherche systématique de ces objets dans diverses régions du ciel n'a pas permis de découvrir un nombre suffisant de ces objets (qualifiés de MACHOS, pour Massive compact halo objects).

### Les neutrinos
Une autre explication possible impliquait les neutrinos, des particules bien connues (des leptons) qui interagissent très faiblement avec la matière ordinaire. Proposé en 1930 par Wolfgang Pauli et détecté pour la première fois en 1956, le neutrino fut longtemps considéré comme une particule de masse nulle comme le photon. Cependant, plusieurs expériences ont montré depuis que ce n'est pas le cas en détectant un phénomène appelé l’oscillation du neutrino qui n'est possible que si la masse de la particule n'est pas nulle. On retiendra en particulier la première confirmation en 1998 au détecteur Super-Kamiokande au Japon.
Le neutrino a donc une masse, très faible mais non nulle. Cette masse n'a pas encore pu être déterminée avec précision mais, selon sa valeur, les neutrinos pouvaient expliquer une partie de la matière noire. En effet, avec une densité moyenne de 100 particules par centimètre cube, les neutrinos sont très abondants dans l’Univers, bien plus que les protons ou les neutrons. Même si la masse d’une seule particule est très faible, leur grande abondance pouvait permettre aux neutrinos d'apporter une contribution majeure à la masse de l'Univers. Mais, à défaut de connaître précisément la masse des neutrinos, une limite supérieure a pu être déterminée, qui rend caduque l'hypothèse : les neutrinos ne sont pas assez massifs (ou, si l'on préfère, pas assez nombreux) pour expliquer la matière noire.

### La matière exotique
La matière ordinaire, ou baryonique, ne peut pas à elle seule expliquer toute la masse cachée des galaxies. Les résultats du satellite WMAP ont confirmé en 2003 qu’il existe une matière non baryonique, aussi qualifiée d'exotique, qui constitue 83 pour cent de la matière totale de l’Univers. Les astrophysiciens doivent donc faire appel à de nouvelles particules pour expliquer ce mystère.

## La nature de la matière exotique

### Les particules massives interagissant faiblement
Dans leur quête d’une description définitive des constituants de la matière et de leurs interactions, les physiciens des particules ont développé toute une panoplie de particules hypothétiques aux noms plus étranges les uns que les autres. On peut citer par exemple le neutralino, une particule prévue par la théorie de la supersymétrie, ou le photon de Kaluza-Klein. Ces particules sont désignées collectivement sous le nom de particules massives interagissant faiblement (sous-entendu, avec la matière ordinaire), WIMPs en anglais.
Comme le neutrino, ces particules théoriques interagissent très faiblement avec la matière ordinaire car elles sont insensibles à la force nucléaire forte et à l’interaction électromagnétique. Elles sont néanmoins soumises à la force nucléaire faible et à la force gravitationnelle. Elles seraient donc en particulier attirées par les galaxies et devraient former de gigantesques halos autour d’elles. Contrairement au neutrino, leur masse devrait être assez élevée et elles se déplaceraient donc beaucoup plus lentement que la lumière dans le vide.

### Les autres candidats
Comme les contraintes observationnelles sont peu nombreuses, les théoriciens ont encore beaucoup d'autres candidats. L'axion est une particule proposée dans le cadre de la chromodynamique quantique. Le gravitino est le partenaire du graviton en supersymétrie. Le neutrino stérile est un type hypothétique de neutrino qui serait insensible à la force nucléaire faible. Et le choix ne s'arrête pas là…
Aucune de ces particules exotiques n'a pour l'instant été clairement identifiée dans une expérience. Plusieurs détecteurs ont donc été construits pour essayer de confirmer leur existence et mesurer leurs propriétés.